# USS Bates (DE-68)
USS Bates (DE-68/APD-47) là một tàu hộ tống khu trục lớp Buckley được Hải quân Hoa Kỳ chế tạo trong Chiến tranh Thế giới thứ hai. Tên nó được đặt theo Thiếu úy Hải quân Edward Munroe Bates Jr. (1919-1941), người từng phục vụ trên thiết giáp hạm Arizona (BB-39) và đã tử trận trong cuộc tấn công Trân Châu Cảng vào ngày 7 tháng 12, 1941. Nó đã phục vụ tại Đại tây Dương trong chiến tranh cho đến năm 1944, khi được cải biến thành một tàu vận chuyển cao tốc mang ký hiệu lườn APD-47, và tiếp tục hoạt động tại Mặt trận Thái Bình Dương cho đến khi bị máy bay Kamikaze đánh chìm ngoài khơi Okinawa vào ngày 25 tháng 5, 1945. Bates được tặng thưởng ba Ngôi sao Chiến trận do thành tích phục vụ trong Thế Chiến II.

## Thiết kế và chế tạo
Những chiếc thuộc lớp tàu hộ tống khu trục Buckley có chiều dài chung 306 ft (93 m), mạn tàu rộng 37 ft 1 in (11,30 m) và độ sâu mớn nước khi đầy tải là 11 ft 3 in (3,43 m). Chúng có trọng lượng choán nước tiêu chuẩn 1.400 tấn Anh (1.400 t); và lên đến 1.740 tấn Anh (1.770 t) khi đầy tải. Hệ thống động lực bao gồm hai turbine hơi nước General Electric công suất 13.500 mã lực (10.100 kW), dẫn động hai máy phát điện công suất 9.200 kilôwatt (12.300 hp) để vận hành hai trục chân vịt;  công suất 12.000 hp (8.900 kW) cho phép đạt được tốc độ tối đa 23 kn (26 mph; 43 km/h), và có dự trữ hành trình 6.000 nmi (6.900 mi; 11.000 km) khi di chuyển ở vận tốc đường trường 12 kn (14 mph; 22 km/h).
Vũ khí trang bị bao gồm ba pháo 3 in (76 mm)/50 cal trên tháp pháo nòng đơn có thể đối hạm hoặc phòng không, một khẩu đội 1,1 inch/75 caliber bốn nòng và tám pháo phòng không Oerlikon 20 mm. Vũ khí chống ngầm bao gồm một dàn súng cối chống tàu ngầm Hedgehog Mk. 10 (có 24 nòng và mang theo 144 quả đạn); hai đường ray Mk. 9 và tám máy phóng K3 Mk. 6 để thả mìn sâu. Khác biệt đáng kể so với lớp Evarts dẫn trước là chúng có thêm ba ống phóng ngư lôi Mark 15 21 inch (533 mm). Thủy thủ đoàn đầy đủ bao gồm 186 sĩ quan và thủy thủ.
Bates được đặt lườn tại xưởng tàu của hãng Bethlehem-Hingham Shipyard, Inc., ở Hingham, Massachusetts vào ngày 29 tháng 3, 1943. Nó được hạ thủy vào ngày 6 tháng 6, 1943; được đỡ đầu bởi bà Elizabeth Nason Bates, mẹ Thiếu úy Bates, và nhập biên chế vào ngày 12 tháng 9, 1943 dưới quyền chỉ huy của Hạm trưởng, Thiếu tá Hải quân Eughen Hugh Maher.

## Lịch sử hoạt động
Bates trình diện để phục vụ cùng Hạm đội Đại Tây Dương và hoạt động hộ tống các đoàn tàu vận tải vượt Đại Tây Dương đi sang quần đảo Anh, chủ yếu trong thành phần Đội hộ tống 19. Vào lúc đó thành phần đơn vị này còn bao gồm các tàu hộ tống khu trục Bull (DE-693), Bunch (DE-694), Rich (DE-695), Amesbury (DE-66) và Blessman (DE-69). Từ tháng 9, 1943 đến tháng 5, 1944, nó đã hoàn tất ba chuyến hộ tống vận tải khứ hồi.
Vào ngày 31 tháng 5, Bates đi đến Plymouth, Anh và gia nhập Lực lượng Đặc nhiệm 129 để chuẩn bị cho cuộc Đổ bộ Normandy. Từ ngày 6 đến ngày 12 tháng 6, nó làm nhiệm vụ hỗ trợ hỏa lực ngoài khơi các bãi đổ bộ, và trong ngày 8 tháng 6 đã cứu vớt 163 người sống sót từ chiếc tàu khu trục Meredith (DD-726), vốn bị hư hại nặng và đắm sau đó sau khi trúng một quả thủy lôi.
Quay trở về New York vào ngày 21 tháng 6, Bates trải qua một đợt bảo trì ngắn trong xưởng tàu trước khi tiếp tục hộ tống một đoàn tàu vận tải khác đi sang Anh. Sau khi quay trở về, nó được cải biến thành một tàu vận chuyển cao tốc lớp Charles Lawrence tại xưởng tàu của hãng Marine Basin Company ở Brooklyn, New York, và được xếp lại lớp với ký hiệu lườn APD-47 vào ngày 31 tháng 7. Việc cải biến hoàn tất vào ngày 23 tháng 10, và nó rời vùng bờ Đông năm ngày sau đó để chuyển sang khu vực Thái Bình Dương.
Trong giai đoạn từ tháng 12, 1944 đến tháng 2, 1945, Bates tiến hành huấn luyện cùng các đội phá hoại dưới nước (UDT: Underwater Demolition Team) khác nhau tại khu vực quần đảo Hawaii và Tây Caroline. Nó khởi hành từ Ulithi vào ngày 10 tháng 2 để tham gia cuộc đổ bộ lên đảo Iwo Jima, đi đến ngoài khơi hòn đảo này vào ngày 16 tháng 2. Nó ở lại khu vực này cho đến ngày 4 tháng 3 để hoạt động tuần tra trinh sát chung quanh hòn đảo đồng thời phục vụ như tàu căn cứ cho Đội UDT-12.
Sau một giai đoạn ngắn được bảo trì tại Ulithi, Bates lại lên đường để tham gia cuộc đổ bộ lên đảo Okinawa. Từ ngày 25 tháng 3 đến ngày 25 tháng 5, nó hỗ trợ hoạt động của các đội UDT, tiến hành tuần tra chống tàu ngầm đồng thời hộ tống hai đoàn tàu vận tải đi lại giữa Ulithi và Okinawa. Vào ngày 6 tháng 4, nó cứu vớt 23 người sống sót từ Morris (DD-417), sau khi chiếc tàu khu trục bị máy bay tấn công tự sát Kamikaze đâm trúng.
Đang khi tuần tra ở vị trí cách 2 mi (3,2 km) về phía Nam Ie Shima, Okinawa vào ngày 25 tháng 5, lúc 11 giờ 15 phút, Bates bị ba máy bay đối phương tấn công. Chiếc thứ nhất ném một quả bom suýt trúng bên mạn phải tàu trước đâm trúng đuôi tàu bên mạn phải; chiếc thứ hai hầu như cùng lúc đó đâm bổ tự sát vào cầu tàu. Không lâu sau đó chiếc máy bay thứ ba ném một quả bom suýt trúng bên mạn trái phía giữa tàu, gây vỡ lườn tàu bên mạn trái. Đến 11 giờ 45 phút, hạm trưởng chỉ huy ra lệnh bỏ tàu; 21 thành viên thủy thủ đoàn đã tử trận hay mất tích trong trận chiến. Đến xế trưa, tàu kéo Cree (ATF-84) nối được một dây cáp và bắt đầu kéo nó về phía khu vực neo đậu Ie Shima. Tuy nhiên đến 19 giờ 23 phút, xác tàu đang cháy của Bates lật úp và đắm tại vùng biển có độ sâu 20 sải (37 m), tại tọa độ 26°41′B 127°47′Đ / 26,683°B 127,783°Đ.
Tên nó được cho rút khỏi danh sách Đăng bạ Hải quân vào ngày 25 tháng 6, 1945, và xác tàu đắm được chuyển giao cho chính quyền quần đảo Ryukyu vào ngày 1 tháng 7, 1957. 

## Phần thưởng
Bates được tặng thưởng ba Ngôi sao Chiến trận do thành tích phục vụ trong Thế Chiến II.
|                                         |  |  |
| Bronze star · Bronze star · Bronze star |  |  |

| Dãi băng Hoạt động Tác chiến (truy tặng)                                | Dãi băng Hoạt động Tác chiến (truy tặng)           | Huân chương Chiến dịch Hoa Kỳ                      | Huân chương Chiến dịch Hoa Kỳ        |
| Huân chương Chiến dịch Châu Á-Thái Bình Dương với 3 Ngôi sao Chiến trận | Huân chương Chiến dịch Châu Âu-Châu Phi-Trung Đông | Huân chương Chiến dịch Châu Âu-Châu Phi-Trung Đông | Huân chương Chiến thắng Thế Chiến II |